# Neuroscelio stirlingensis
Neuroscelio stirlingensis är en stekelart som beskrevs av Galloway, Austin och Lubomir Masner 1992. Neuroscelio stirlingensis ingår i släktet Neuroscelio och familjen Scelionidae. Inga underarter finns listade i Catalogue of Life.